# 蘇杏璇
蘇杏璇（英語：So Hang Shuen；1951年10月10日—2013年6月12日），香港女性甘草演員，曾為無綫電視及亞洲電視合約藝人，蘇杏璇同時也是黄曼梨的契女。

## 生平
蘇杏璇小時候於香港島西灣河大石街居住。她曾就讀筲箕灣官立小學（1963年小六）和筲箕灣崇真學校（1963年入讀中一），讀書成績不錯。在學時在謝月美的提攜下，加入筲箕灣青年協會話劇團。她於在1971年無綫電視藝員訓練班第1期藝員訓練班畢業後加入無綫電視，參與了多部電視劇之演出，以精湛演技見稱。1980年代她專門飾演主角之母親，最為突出的是《新紮師兄》（比自己小僅十一年的梁朝偉飾演其兒子張偉杰）和《義不容情》。尤其在《義不容情》裡演一名撫養四名非自己親生子女的慈母，之後更被養子丁有康（溫兆倫飾演）殺死，令人印象深刻。另外，不少飾演其兒子、孫兒的年齡和她相若，如《飛鷹》（比自己大四歲的鄭少秋飾演其兒子丁嵐，及比自己小僅三歲的董瑋飾演其孫兒丁小白）、《大運河》（比自己大三歲的秦煌飾演其子程咬金）。
蘇杏璇在無綫工作多年，至1990年代中便息影於旺角通菜街開設素菜館，曾於亞洲電視拍了二、三套劇集。2011年，她獲邀請拍攝社會懸疑電影《奪命金》，透過飾演「娟姐」一角在第31屆香港電影金像獎首度獲得最佳女配角殊榮，但當時抱病在身且需入院治療，未能親自出席頒獎典禮。多年來她基於糖尿病，經常進出住院，直至2013年6月12日下午4時許在伊利沙伯醫院留醫期間，卻因中風後引起併發症而病逝，享年61歲。

## 演出作品

### 電視劇（無綫電視）
1972年
- 夢影
- 春暉

1973年
- 大江東去
- 懸崖
- 亂世兒女 飾演 葉小珮，漢奸的女兒，男性化打扮。

1974年
- 民間傳奇之「陳御史巧勘金釵鈿」 飾 梁妻
- 啼笑因緣 飾 表妹乙

1975年
- 民間傳奇之「鳳還巢」
- 創業興家
- 董小宛
- 清宮殘夢 飾 隆裕皇后
- 紅樓夢 飾 襲人
- 片斷 飾 穆太太
- 功夫熱 飾 柳鳳

1976年
- 狂潮 飾 高洛雲
- 無花果 飾 張金鳳（歐陽炳強之子）
- 民間傳奇之「寶蓮燈」 飾 蘭

1977年
- 霸王谷

1978年
- 大亨 飾 賀幽蘭
- 甜姐兒 飾 鄧冬暧
- 强人 飾 凌茜
- 父子樂 飾 管家婆愛姐
- 1+1之海棠紅 飾 梁綺紅

1979年
- 抉擇 飾 羅慕儀
- 網中人 飾 蘇師奶
- 女人三十之空 飾 方靜雯
- 絕代雙驕 飾 邀月宮主
- 楚留香 飾 曲無容

1980年
- 京華春夢 飾 江慧文（金二少奶）
- 輪流傳 飾 方姑娘

1981年
- 妙手神偷
- 情謎 飾 唐心怡
- 飛鷹 飾 丁老太

1982年
- 飛越十八層 飾 蘇小姐
- 星塵 飾 方婷之母
- 射鵰英雄傳之鐵血丹心 飾 李萍

1984年
- 笑傲江湖 飾 定閒師太
- 鹿鼎記 飾 陶紅英
- 新紮師兄 飾 許秋萍

1985年
- 新紮師兄續集 飾 許秋萍
- 杨家将 饰 潘夫人

1986年
- 狄青 飾 狄太夫人
- 薛丁山征西
- 流氓大亨
- 黃金十年 飾 李鳳仙

1987年
- 大運河 飾 程咬金之母
- 男兒本色
- 生命之旅 飾 鄧素琴
- 新紮師兄1988 飾 許秋萍
- 季節 飾 程秀霞／程淑霞

1988年
- 飛躍霓裳 飾 林彩
- 大茶園 飾 羽夫人

1989年
- 義不容情 飾 葉秀雲（雲姨）
- 串燒冤家 飾 李汝勤

1991年
- 男人勿近 飾 麥妹
- 怒海孤鴻 飾 凌淑娥
- 老友鬼鬼 飾 白嘉麗

1992年
- 壹號皇庭 飾 江李頌雲（Lora）

1993年
- 壹號皇庭II 飾 江李頌雲（Lora）
- 九彩霸王花 飾 佘美君
- 如來神掌再戰江湖 飾 九絕師太
- 超能幹探SuperCop 飾 關靜紅
- 怒火羔羊 飾 古艷芳

1994年
- 第三類法庭
- 生死訟 飾 馬陳卿玉
- 水餃皇后 飾 楊煥興
- 壹號皇庭III 飾 江李頌雲（Lora）

1995年
- 刑事偵緝檔案 飾 朱秀娟
- 刑事偵緝檔案II 飾 朱秀娟
- 壹號皇庭IV 飾 江李頌雲（Lora）
- O記實錄 飾 林何美瑛

### 電視劇（亞洲電視）
2000年
- 影城大亨 飾 方之萍
- 美麗傳說 飾 雷溫潤卿

2008年
- 法網群英 飾 江李頌雲（Laura姐）

### 電視劇（香港電台）
2009年
- 非常平等任務 按摩有罪 飾 黃老太

### 節目主持（亞洲電視）
- 師奶我最大（2008）

### 電影
- 邊緣人（1981） 飾 阿潮家姐
- 檸檬可樂（1982） 飾 班主任
- 城寨出來者（1982）飾 祥妻
- 公僕（1984） 飾 高級督察
- 龍的心（1985） 飾 茶餐廳老闆娘
- 草莾英雌（1990） 飾 修 女
- 亂世超人（1994） 飾 修 女
- 歡樂時光（1995） 飾 主控官
- 異度空間（2002） 飾 男主角初戀已自殺身亡女朋友母親（小魚母）
- 奪命金（2011） 飾 鄭小娟（娟姐）

## 獎項
| 年份 | 獎項                               | 電影       | 角色           | 結果 |
| ---- | ---------------------------------- | ---------- | -------------- | ---- |
| 2012 | 第31屆香港電影金像獎「最佳女配角」 | 《奪命金》 | 鄭小娟（娟姐） | 獲獎 |

## 外部連結
- 蘇杏璇在互联网电影资料库（IMDb）上的資料（英文）
- 蘇杏璇在香港影庫上的簡介